# 金亨泰
金亨泰（韓語：김형태，羅馬化：Kim Hyung-tae，1978年2月7日—），韓國插畫家，他的作品以人物和細節刻畫見優，時下很多插畫家和遊戲美工相繼摹仿，因此帶領了韓國網遊的新潮流。其代表作：《創世紀戰3》、《真名法典》。《劍星》等等。

## 簡歷
- 1998年曾為遊戲《創世紀戰：暴風雨》設計插畫。
- 1999年進入Softmax任職， 並為 PC 遊戲《創世紀戰：第一篇章》創作開場動畫及角色設定。
- 1999年－2000年《創世紀戰：第二篇》創作角色以及插畫。
- 2001年發行畫冊《OXIDE》同時為遊戲《真名法典：真紅的聖痕》創作角色設定及插畫，包括建立相關 3D 模型。
- 2002年被Softmax分配角色創作發展部門。
- 2003年發行畫冊《OXIDE2》韓國發行。
- 2004年發行畫冊《OXIDE2》日本發行。
- 2005年任職於NCsoft
- 2006年擔任遊戲《真名法典2》創作角色設定。
- 2007年擔任 NCsoft 藝術總監，並參與《Project M》項目相關設定，該計畫也就是 MMORPG 線上遊戲《剑灵》。
- 2013年12月對於任職長達 8 年韓國 NCsoft 公司遞交辭呈 ，便獨自創立SHIFT UP遊戲公司，隔年開始展開《命運之子》手機遊戲相關研發計劃。
- 2015年11月手機遊戲《命運之子》歷經三年開發過程，首度對外正式發佈玩法，記者會中透露未來服務計劃將交由 Nextfoor 負責營運，而 Shift Up 則負責開發。
- 2016年3月手機遊戲《命運之子》展開搶先 CBT 封測後，歷經收集玩家們反饋後，Nextfoor 與 Shift Up 兩家公司考量戰鬥上與養成系統等等各方面的內容性不足，因此立即宣佈《命運之子》CBT 封閉測試無限期延遲。
- 2016年10月手機遊戲《命運之子》正式上市，公司並於2017 年 7月舉辦為期2個月的全球插畫設計大賽《DCIC》，該遊戲並於同年11月在日本登陸上市。
- 2024年4月末Shift Up旗下的PlayStation 5動作冒險遊戲《劍星》上市。

## 外部連結
- ※ 金亨泰 官方網站
- ※ SHIFTUP 官方網站 （页面存档备份，存于）
- 金亨泰的X（前Twitter）